# Verbicaro bianco
Il Verbicaro bianco è un vino della sottozona Verbicaro della DOC Terre di Cosenza la cui produzione è consentita nella provincia di Cosenza.

## Caratteristiche organolettiche
- colore: giallo paglierino più o meno intenso
- odore: delicato, caratteristico
- sapore: secco, morbido, talvolta aromatico

## Produzione
Provincia, stagione, volume in ettolitri
- nessun dato disponibile